# New Orleans Pelicans
New Orleans Pelicans (tidligere New Orleans Hornets) er et amerikansk basketballhold fra New Orleans i delstaten Louisiana, der spiller i NBA-ligaen. 
Holdet blev stiftet i 1988 som Charlotte Hornets, men ejeren af holdet George Shinn valgte i 2002 på grund af faldende tilskuertal og indtjening at flytte til New Orleans.
I 2012 købte Tom Benson, som også var ejeren af det lokale amerikanske fodbold hold New Orleans Saints, holdet. Benson ønskede at ændre holdets navn til noget som passede bedre til staten Louisiana. I 2013 skiftede New Orleans Hornets navn til New Orleans Pelicans.
Kort efter dette så ændrede Charlotte Bobcats navn til Hornets. Det blev ved pressekonferencen hvor at Charlotte Hornets nye navn blev annonceret også annonceret at Pelicans var blevet enige om at overføre historien om det originale Charlotte Hornets hold mellem 1988-2002 til det nye Charlotte Hornets.
Dermed ses New Orleans Hornets/Pelicans i dag som et nyt hold som opstod i 2002, og ikke som en forsættelse af Charlotte Hornets holdet som eksisterede før. Det nye Charlotte Hornets ses dermed som et hold som blev grundlagt i 1988, stoppede midlertidigt mellem 2002-04, vendte tilbage i 2004 som Charlotte Bobcats, og ændrede navn tilbage til Hornets i 2014.

## Historie
- Som beskrevet i introduktionen anses historien om det originale Charlotte Hornets hold mellem 1988-2002 som en del af den nye Charlotte Hornets franchise. Denne historie mellem 1988-2002 kan derfor læses på Charlotte Hornets side.

### Flytte til New Orleans
Hornets havde et godt hold før de flyttet, og faldende tilskuertal til deres kampe i Charlotte var ikke på grund af dårlig basketball, men mere på grund af ejeren George Shinn var blevet upopulær i byen.
Hornets havde derfor et godt hold da de flyttede til New Orleans, med Jamal Mashburn og Baron Davies, som begge var på grænsen til at være All-Stars så var deres først sæson i New Orleans en vindende en, da det vandt 47 kampe og tabte 35. Holdet nåede slutspillet, men tabte her til Philadelphia 76ers i den først runde.
Hornets nåede slutspillet igen den næste sæson trods både 41 sejre og nederlag på sæsonen, men tabte igen i den først runde, denne gang til Miami Heat.

### Chris Paul og Orkan Katrina
I 2004-05 sæsonen rykkede Hornets fra den østlige konference til den vestlige, i det et nyt hold i Charlotte gjorde det nødvendigt at balancere ligaen. Hornets havde en meget dårlig 2004-05 sæson i alle af deres 3 bedste spillere døjede med seriøse skader i løbet af sæsonen, og at den vestlige konference var markant stærkere end den østlige. Hornets vandt kun 18 kampe og tabte 64, hvilke var den værste sæson i franchisen historie, selv inklusiv de originale Charlotte Hornets hold som på dette tidspunkt var set som en del af New Orleans Hornets historie. Hornets fik efter denne dårlig sæson det fjerde valg ved draften i 2005, hvor at de ramte plet ved at vælge Chris Paul.
I august 2005 blev Lousiana ramt af Orkanen Katrina. Katrina bragte massiv destruktion til New Orleans området i den sydvestlige del af delstaten, og Hornets blev tvunget til at midlertidigt flytte. Hornets flyttede derfor til Oklahoma City i to sæsonen. I denne tid blev holdet kaldt under navnet New Orleans/Oklahoma City Hornets. Oklahoma City tog godt imod Hornets, og på grund af dette blev Seattle SuperSonics ejerne, som ønskede at flytte sit hold væk fra Seattle, overbevist om at Oklahoma City var et godt sted at flytte et hold til, og i 2007 blev Oklahoma City Thunder dannet ved at SuperSonics flyttede. 

### Tilbage til New Orleans
Ved 2007-08 sæsonen vendte Hornets tilbage til New Orleans, og havde deres bedste sæson i deres historie i New Orleans. Chris Paul havde udviklet til en stjerne i ligaen, og med et hold med spillere som David West, Tyson Chandler og Peja Stojaković, vandt Hornets 56 kampe. New Orleans vandt her deres først og eneste division titel i Sydvest divisionen. I slutspillet slog de først Dallas Mavericks, men tabte i den anden runde til de forsvarende mestre San Antonio Spurs i en yderst spænde serie som blev afgjort efter 7 kampe.
Dog Hornets ikke opnåede at vinde 50+ kampe i de næste to sæsoner, så var New Orleans i slutspillet begge år, men lykkedes aldrig at komme længere end den anden runde.
Hornets ejer George Shinn begyndte i 2010 at forsøge at sælge holdet kort efter at han var blev diagnosticeret med prostatakræft, men det viste sig ikke at være nemt. Lokaløkonomien i New Orleans var stadig ramt hårdt på grund af Katrina og mange mulige ejer valgte derfor ikke at byde på grund af det måske kunne være en dårlig investering. NBA valgte i december 2010 at købe holdet fra Shinn. Ligaen ville administrere holdet indtil at de kunne finde en ny ejer.

### Chris Paul forlader
Før 2011-12 sæsonen gjorde holdets stjerne Chris Paul det klart at han ville væk. Paul sagde at han ville til en holdene i de største byer, hvilket betød enten Los Angeles eller New York City. I december 2011 blev tre hold, Hornets, Lakers og Rockets, enige om en handel hvor at Chris Paul ville flytte til Lakers, Pau Gasol til Rockets og Hornets ville modtage Lamar Odom fra Lakers, samt Kevin Martin, Luis Scola og Goran Dragic fra Rockets. Hornets general manager Dell Demps var enig i handlen, men NBA-kommissæren David Stern valgte at nedlægge veto imod handlen, hvilke han kunne gøre siden at NBA stadig ejede New Orleans Rockets på dette tidspunkt.
Kun få dage senere den 16. december fik Chris Paul sit ønske, da han blev tradet til Los Angeles Clippers i bytte for Eric Gordon, Chris Kaman og Al-Farouq Aminu.

### Ny ejer
I april 2012 blev det annonceret af NBA endelig havde fundet en ny ejer til New Orleans Hornets, da Tom Benson, ejeren af New Orleans Saints holdet som spiller i NFL, købte holdet. Benson sagde kort efter købet at han ønskede at ændre navnet på holdet til noget som bedre ville repræsentere delstaten.
I 2011-12 sæsonen som blev forkortet af en lockout var Hornets holdet uden Chris Paul dårlige, og sluttede som delt tredje værst i ligaen. Hornets blev meget heldige i draft lotteriet, hvor at de vandt de først valg, selvom Charlotte Bobcats havde haft den procentvis dårligste sæson i NBA-historien. Nogen mener også at dette var en smule for heldigt, og en populær konspirationsteori er at lotteriet var snyd, så New Orleans kunne få Anthony Davis, en garanteret superstjerne med det første valg i draften.

### Nyt navn
Benson forsøgte først at overtale Utah Jazz om at lade New Orleans bruge navnet 'Jazz'. Utah Jazz spillede fem år i New Orleans i 1970erne før at holdet flyttede til Salt Lake City. Jazz musik har mange kulturelle rødder i New Orleans, og næsten ingen i Utah, men Utah Jazz sagde nej da navnet Jazz havde været forbundet med basketballholdet i deres by i mere end 30 år.
I december 2012 blev det annonceret at New Orleans Hornets ville skifte navn til New Orleans Pelicans, inspireret af Louisianas statsfugl, den brune pelikan. Denne ændring ville tag sted ved indgang til 2013-14 sæsonen.
I maj 2013 annoncerede Charlotte Bobcats ejeren Michael Jordan at Bobcats ville ændre navn til Hornets. Kort efter dette blev det også annonceret at Pelicans var blevet enige om at overføre historien om det originale Charlotte Hornets hold mellem 1988-2002 til det nye Charlotte Hornets hold.

### Anthony Davis
Den først sæson som New Orleans Pelicans var ikke en succes, da Pelicans missede slutspillet og sluttet sidste i sydvest divisionen. 
I 2014-15 sæsonen nåede Pelicans for første gang i slutspillet med deres nye identitet. Pelicans kom like akkurat i slutspillet, da de sluttede med helt lige mænge sejre og nederlag som Oklahoma City Thunder, men vandt den sidste plads i slutspillet på grund af de havde vundet 3 af deres interne kampe med Thunder. Slutspillet var dog hurtigt ovre da de tabte i første runde til Golden State Warriors uden meget modstand.
Det lykkedes ikke Pelicans at nå til slutspillet i 2016, og i et forsøg på at vinde, trade de for superstjernen DeMarcus Cousins fra Sacramento Kings i februar 2017. Trods dette missede de igen slutspillet.
Den 15. marts 2018 døde Pelicans ejeren Tom Benson i en alder af 90. Bensons kone Gayle Benson blev hermed den nye ejer.
Pelicans vendte tilbage til slutspillet i 2018 efter en god sæson, men var uden Cousins som havde en langtidsskade på sin akillessene. De vandt grundigt over Portland Trail Blazers i den første runde, men stødte i den anden runde igen ind i Golden State Warriors og tabte til dem igen.
I januar 2019 gjorde Davis det offentligt at han ville væk fra holdet, og Cousins valgte ikke at skrive en ny kontrakt. Kort efter dette vandt Pelicans draft lotteriet, og fik det først pick selvom de kun havde haft en 6% chance for at vinde.
I juni 2019 blev Pelicans og Lakers enig om en handel, hvor at Lakers fik Anthony Davis, og Pelicans i bytte fik Lonzo Ball, Brandon Ingram og Josh Hart samt 3 draft picks.

### Et nyt, ungt hold
Ved draften i 2019 brugte Pelicans deres første pick til at vælge Zion Williamson. Pelicans måtte dog starte 2019-20 sæsonen uden Williamson, da han fik en knæskade i forsæsonen. Williamson fik sin debut i januar 2020. Det var dog en anden Pelicans spiller som imponerede mest i 2019-20 sæsonen, da Brandon Ingram spillede det bedste basketball i sin karriere, og kom med på All-Star holdet for første gang i sin karriere.
Det har ikke lykkedes at opnå slutspilskvalifikation i de to seneste sæsoner.  

## Kendte spillere
- Baron Davis
- Peja Stojaković
- Chris Paul
- David West
- Anthony Davis
- Jrue Holiday
- DeMarcus Cousins